# Club Social y Deportivo Loma Negra
El Club Social y Deportivo Loma Negra de Olavarría es un club de fútbol de Argentina que tuvo su época de apogeo entre 1981 y 1983 cuando actuó en la máxima categoría del fútbol argentino. El equipo mostró un gran fútbol a comienzos de la década de 1980.
En 1981 fue eliminado en la primera rueda del Torneo Nacional a pesar de que logró una victoria por 1:0 contra Ferro y un empate y una derrota ante River Plate.
En 1983 el club avanzó a los octavos de final de la competición donde fue eliminado por Racing Club. Su delantero Armando Husillos fue el máximo goleador del torneo con 11 goles y uno de los jugadores emblemáticos del club.
El club ha tenido poco éxito luego de su apogeo en los años 1980 y ahora juegan a nivel amateur.
Con 39 puntos en 28 partidos jugados en Primera, es el equipo con mayor promedio de puntos por partidos en el profesionalismo, delante de los cinco grandes.

## Estadísticas en Primera División
Todos los datos generales:
| Pos | Equipo                 | Pts | PJ | G  | E | P | GF | GC | DIF |
| --- | ---------------------- | --- | -- | -- | - | - | -- | -- | --- |
| 1º  | Ferro Carril Oeste     | 22  | 14 | 10 | 2 | 2 | 24 | 11 | 13  |
| 2º  | River Plate            | 19  | 14 | 7  | 5 | 2 | 26 | 12 | 14  |
| 3º  | Loma Negra             | 19  | 14 | 7  | 5 | 2 | 15 | 10 | 5   |
| 4º  | Talleres (Cba)         | 10  | 14 | 2  | 6 | 6 | 9  | 16 | -7  |
| 5º  | Guaraní Antonio Franco | 10  | 14 | 3  | 4 | 7 | 16 | 24 | -8  |
| 6º  | San Martín (T)         | 9   | 14 | 3  | 3 | 8 | 17 | 24 | -7  |
| 7º  | Sarmiento (Junín)      | 9   | 14 | 3  | 3 | 8 | 10 | 20 | -10 |

| Fecha 1    | Fecha 1   | Fecha 1            | Fecha 1                  | Fecha 1          | Fecha 1 |
| Local      | Resultado | Visitante          | Estadio                  | Fecha            |         |
| ---------- | --------- | ------------------ | ------------------------ | ---------------- | ------- |
| Loma Negra | 1 - 0     | Ferro Carril Oeste | José Buglione Martinesse | 13 de septiembre |         |

| Fecha 2       | Fecha 2   | Fecha 2    | Fecha 2   | Fecha 2          | Fecha 2 |
| Local         | Resultado | Visitante  | Estadio   | Fecha            |         |
| ------------- | --------- | ---------- | --------- | ---------------- | ------- |
| Sarmiento (J) | 1 - 3     | Loma Negra | Eva Perón | 27 de septiembre |         |

| Fecha 3    | Fecha 3   | Fecha 3                | Fecha 3                  | Fecha 3          | Fecha 3 |
| Local      | Resultado | Visitante              | Estadio                  | Fecha            |         |
| ---------- | --------- | ---------------------- | ------------------------ | ---------------- | ------- |
| Loma Negra | 0 - 0     | Guaraní Antonio Franco | José Buglione Martinesse | 30 de septiembre |         |

| Fecha 4        | Fecha 4   | Fecha 4    | Fecha 4      | Fecha 4      | Fecha 4 |
| Local          | Resultado | Visitante  | Estadio      | Fecha        |         |
| -------------- | --------- | ---------- | ------------ | ------------ | ------- |
| San Martín (T) | 0 - 1     | Loma Negra | La Ciudadela | 4 de octubre |         |

| Fecha 5    | Fecha 5   | Fecha 5     | Fecha 5                  | Fecha 5       | Fecha 5 |
| Local      | Resultado | Visitante   | Estadio                  | Fecha         |         |
| ---------- | --------- | ----------- | ------------------------ | ------------- | ------- |
| Loma Negra | 0 - 0     | River Plate | José Buglione Martinesse | 11 de octubre |         |

| Fecha 6      | Fecha 6   | Fecha 6    | Fecha 6 | Fecha 6       | Fecha 6 |
| Local        | Resultado | Visitante  | Estadio | Fecha         |         |
| ------------ | --------- | ---------- | ------- | ------------- | ------- |
| Talleres (C) | 1 - 2     | Loma Negra | Córdoba | 14 de octubre |         |

| Fecha 7            | Fecha 7   | Fecha 7    | Fecha 7            | Fecha 7       | Fecha 7 |
| Local              | Resultado | Visitante  | Estadio            | Fecha         |         |
| ------------------ | --------- | ---------- | ------------------ | ------------- | ------- |
| Ferro Carril Oeste | 4 - 1     | Loma Negra | Ricardo Etcheverri | 18 de octubre |         |

## Uniformes
| 1981 |

## Hecho histórico
Un equipo de Loma Negra le ganó a la Selección de la URSS en el año 1982, con gol de Armando Mario Husillos, Amalia Lacroze de Fortabat le pagó un cachet de 30.000 dólares a la selección europea, aunque esto le generó pérdidas porque solo recaudó $ 12.000 dólares.
Loma Negra era dirigido por Rogelio Antonio Domínguez y sus figuras eran Félix Orte, Armando Husillos y Osvaldo Rinaldi, entre otros. 
El equipo formó así: Luis Barbieri; Carlos Squeo, Jorge Pellegrini, Norberto D'Angelo, Osvaldo Cristofanelli; Osvaldo Mazo, Osvaldo Rinaldi, Carlos María Sosa (Gaitán); Félix Orte, Mario Husillos y Pedro Magallanes.

## Títulos a nivel local
Liga de fútbol de Olavarria (9): 1949, 1966, 1975, 1978, 1980, 1981, 1982, 1984, 1991.